# Ferdulf de Friül
Ferdulf, originari del territori de Ligúria, va ser duc de Friül, en algun moment entre el final del regnat de Cunipert (688-700) i el començament de la de Aripert II (701-12) potser vers el 696 a 705. No hi ha evidència per associar el seu mandat només l'any 705 o fins i tot per suggerir que fou molt breu. Pau el Diaca el descriu com "un home complicat i vanitós" (homo lubricus et elatus) que havia obtingut el ducat després de la mort del duc Adó.
Es diu que desitjava "la glòria d'una victòria sobre els eslaus" (Pau el Diaca, Història Langobardorum VI, XXIV). Va pagar alguns eslaus per envair el seu país per tal que ell pogués defensar-lo, però alguns dels eslaus van irrompre a les deveses ramaderes i es van emportar ramats com a botí. Argait (el nom significa "covard, inert o sense valor en longobàrdic), el magistrat local (sculdahis), els va perseguir, però no va poder atrapar-los; posteriorment, es va reunir amb Ferdulf que li va preguntar què havia estat dels lladres i Argait va indicar que havien fugit. Ferdulf enfurismat, segons diu Pau, va dir "quan es pot fer alguna cosa amb valor, quan es porta el nom d'Argait que prové de la paraula covard"; Argait va respondre que cap dels eslaus havia de morir "fins que els altres sàpiguen qui és el major covard".
Uns dies més tard, el veritable exèrcit eslau que Ferdulf havia contractat, va arribar i va prendre posició en un turó. Ferdulf inicialment va decidir intentar desafiar-los en un terreny més pla, però Argait va pujar cap al turó i, temorós de ser titllat de covard, Ferdulf el va seguir. Tota la cavalleria llombarda va morir i la noblesa friulana va quedar delmada; també Argait va morir
L'episodi és interessant, ja que la conversa entre Ferdulf i Argait es diu per Pau que fou efectuada en "vulgaria verba" i pot indicar longobàrdic el que mostraria que aquesta llengua era parlada encara al nord-est d'Itàlia. La font de Pau per aquesta història no es coneix, i no aporta cap altra notícia respecte Ferdulf, pel que es creu que provindria de les tradicions orals que va poder trobar al Friül.
Va tenir com a successor a Còrvul